# Clément Giraud
Pour les articles homonymes, voir Giraud.
Clément Giraud, né le 11 décembre 1980, est un navigateur et skipper français. Il participe au Vendée Globe 2020-2021 sur Compagnie du Lit / Jiliti.
Il a participé à 129 régates et courses, en multicoques et monocoques, aux quatre coins du globe avec plus de 25 victoires et 40 podiums et 135.000 milles parcourus en équipage, 20.000 en double, 22.000 en solitaire

## Biographie
Clément nait en Martinique puis vit en Guadeloupe jusqu’à ses 16 ans. Il est toujours dans l'eau, sur l'eau: alternant la planche à voile, le surf , le kayak des mers, la plongée. Il passe également du temps sur les pontons de voilier de plaisance. Après un détour à la Réunion, où il commence son Brevet d'Etat, il s'installe en métropole, à Mandelieu. En parallèle, il travaille dans une voilerie, décroche son Brevet d’Etat Voile et régate de manière semi-professionnelle.Il participe quatre fois au Tour de France à la voile.
Il est marié depuis 2007 et vit à Toulon avec sa femme Hortense Hébrard Giraud et leurs deux enfants Aimé Giraud né en 2007 et Capucine Giraud née en 2008.

## Palmarès
- 2005 : 11e de la Mini-Transat en solitaire
- 2007 : expédition Pôle Nord 2009 - Coupe de l'America
- 2009 : America's Cup World Series
- 2015 : champion du monde 15 mJI sur Mariska
- 2019 : 8e de la Bermudes 1000 Race
- 2020 : 16e du Vendée-Arctique-Les Sables d'Olonne sur Vers un monde sans sida
- 2021 : 21e du Vendée Globe sur Compagnie du Lit Jiliti, en 99 j 20 h 8 min 31 s